# Барциково (гміна Любане)
Барциково (пол. Barcikowo) — село в Польщі, у гміні Любане Влоцлавського повіту Куявсько-Поморського воєводства.
Населення — 261 особа (2011).
У 1975-1998 роках село належало до Влоцлавського воєводства.

## Демографія
Демографічна структура станом на 31 березня 2011 року:
|          | Загалом | Допрацездатний вік | Працездатний вік | Постпрацездатний вік |
| -------- | ------- | ------------------ | ---------------- | -------------------- |
| Чоловіки | 129     | 21                 | 99               | 9                    |
| Жінки    | 132     | 27                 | 79               | 26                   |
| Разом    | 261     | 48                 | 178              | 35                   |